# Apocheima fusca
Apocheima fusca là một loài bướm đêm trong họ Geometridae.